# كاوس (افتح يا سمسم)
كاوس برنامج افتح يا سمسم

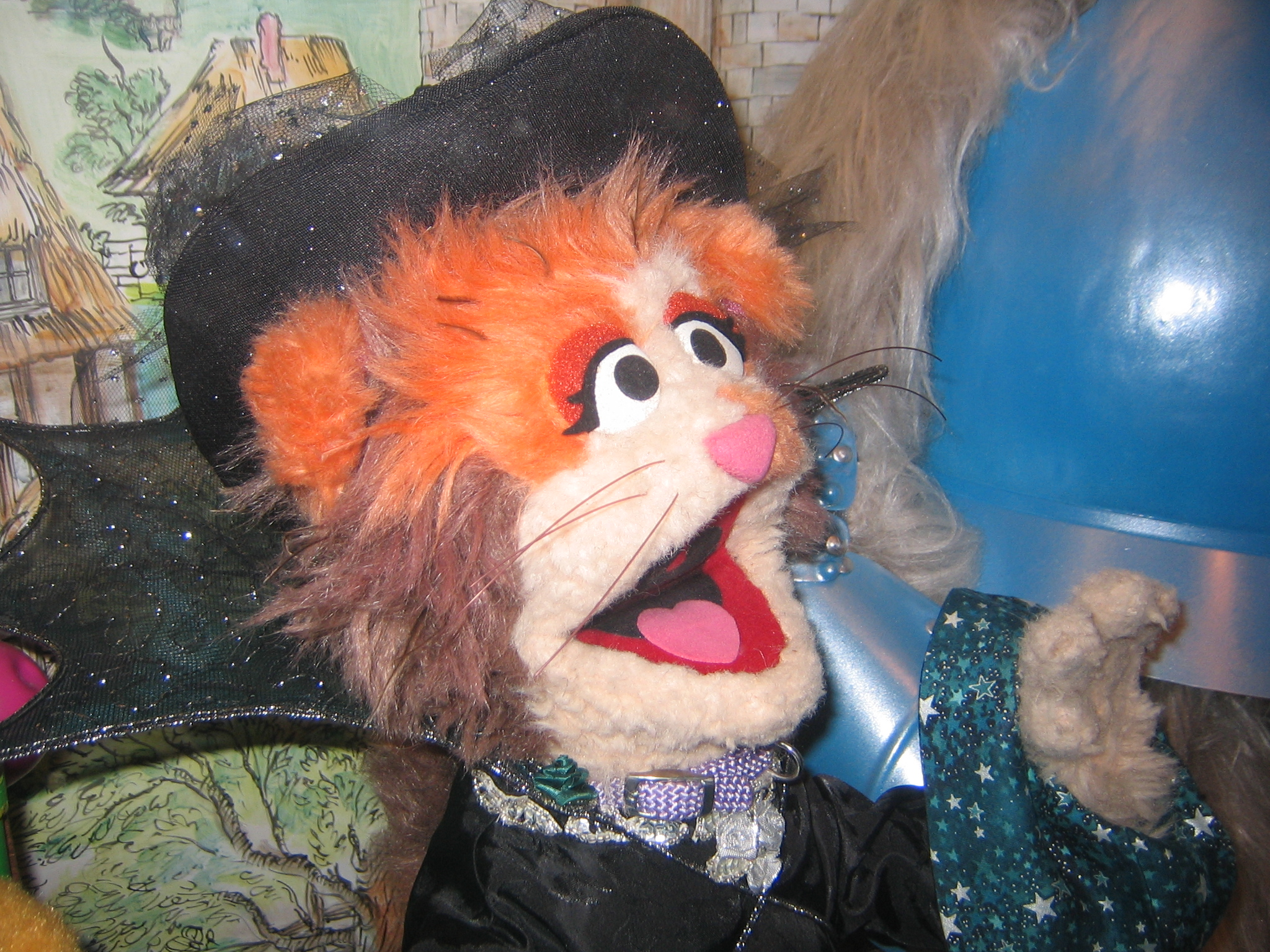
كاوس القط في برنامج الأطفال افتح يا سمسم

كاوس شخصية دمية بشكل قط في برنامج الأطفال الشهير افتح يا سمسم النسخة الكندية.